# Ngamahanga
Ngamahanga est une communauté rurale de la partie nord-est du  district de Rangitikei, situé dans la région de  Hawke's Bay dans l’Île du Nord de la Nouvelle-Zélande.
Le reste du district de Rangitikei est localisé dans la région de Manawatū-Whanganui.

## Géographie
Le secteur de Ngamahanga correspond à la zone statistique définie par Statistics New Zealand de Ngamatea, qui couvre un secteur de 611,57 km2, soit 13,64 % de la surface totale du district de Rangitikei.
Lors du recensement de 2018 en Nouvelle-Zélande, seules 24 personnes ou 0,2 % de la population du district vivait dans le secteur.
La zone statistique de Ngamatea est bordée par la localité de Taharua (district de Taupo), dans Hawke's Bay vers le nord, celle de Puketitiri-Tutira (district de Hastings), dans Hawke's Bay vers le nord-est et l’est, par la localité de Sherenden-Crownthorpe (Hastings) vers le sud-est et par  Mokai Patea vers l’ouest.

## Activité
Ngamahanga a été mis en culture dans des fermes par les Européens depuis les années 1870.
C’est l’un des plus vastes et des plus reculés des secteurs de la Nouvelle-Zélande bien au-delà des conforts de la civilisation moderne
La zone comprend la station d’élevage de Ngamatea, une ferme de 70 000 hectares du haut pays consacrée aux moutons et aux bœufs au niveau de la station d’élevage, avec une zone libre pour la chasse au cerf sika (un peu plus petit que le daim) et pour la pèche à la truite.

## Démographie
La zone statistique de Ngamatea, qui couvre 611,57 km2 avait une population de 24 habitants lors du recensement de 2018 en Nouvelle-Zélande, en diminution de trois personnes (-11,1 %) depuis le recensement de 2013, et une diminution de 15 personnes (-38,5 %) depuis le recensement de 2006 en Nouvelle-Zélande.
Il y a a 6 logements avec 15 hommes et 6 femmes, donnant un sexe-ratio de 2,5 hommes pour une femme.
L’âge médian est de 24,5 ans (comparé avec 37,4 ans au niveau national), avec trois personnes (12,5 %) âgées de moins de 15 ans, 12 personnes (50,0 %) âgées de 15 à 29 ans, 9 personnes (37,5 %) âgées de 30 à 64 ans et aucune âgée de 65 ou plus.
L’ethnicité est pour 75,0 % européenne/Pākehā et 12,5 % māorie.
Bien que certaines personnes refusent de donner leur orientation religieuse, 50,0 % n’ont aucune religion et 25,0 % sont chrétiens.
Parmi ceux d’au moins 15 ans d’âge, 6 personnes (28,6 %) n’ont aucune qualification formelle.
Le revenu médian est de  36 200 $, comparé avec les 31 800 $ au niveau national.
Le statut d’emploi de ceux d’au moins 15 ans d’âge est pour 12 personnes (57,1 %) un emploi à plein temps et 6 personnes (28,6 %) sont à temps partiel

## Histoire

### XIXesiècle
Les Maoris avaient quelques fermes dans le secteur avant l’arrivée des Européens.
Les Européens commencèrent l’élevage des moutons dans le secteur dans les années 1870.
La station initiale de Ngamatea n’avait pas de limite et les moutons et le bétail broutaient sur une étendue d’environ 100 000 hectares

### XXesiècle
La famille Fernie commença l’exploitation de la laine en 1932 au niveau de la station de Ngamatea, après que des fermiers précédents ont été  découragés par le faible prix des lapins et la dureté du travail de la ferme dans la région.
Des rassembleurs de troupeaux devaient être embauchés pendant huit mois de l’année pour ramener les moutons de très loin jusqu’à la station, et passer une année sur la ferme devint un rite de passage pour de nombreux jeunes fermiers
Ngamahanga devint progressivement une communauté d’ouvriers agricoles mais aussi de cuisiniers, tondeurs de moutons, bergers mais aussi de jardiniers et de chasseurs de lapins, ce qui attira aussi quelques propriétaires terriens « excentriques ».
Mais le secteur resta extrêmement reculé et il fallait souvent plusieurs jours aux personnes pour voyager et l’atteindre enfin.
L’artiste Colin Wheeler a peint son domicile dans le secteur de la station en 1973, incluant des chiens de troupeaux, le quartier des tondeurs de moutons et d’autres bâtiments.
En 1970 et 1980, des fonds du Gouvernement furent fournis pour débroussailler de façon permanente les terrains et le tussock (en) et le Fruticée ou scrub.

### XXIesiècle
Vers 2006, la station de Ngamatea fit la transition vers la production de viande d’agneau. Toutefois, le secteur de Ngamahanga est toujours montagneux, éloigné vers l’arrière fond du pays où les hommes et les femmes doivent être durs à la tache et autonomes travaillant sur des distances énormes.
En 2015, la station est toujours l’une des plus importantes et des plus reculées des fermes de la Nouvelle-Zélande.
En juillet 2020, un homme de 26 ans de Ngamahanga est mort seul dans un accident impliquant une seule voiture sur la route entre Ngamahanga et la localité de Taihape.

## Gouvernance et politique

### Gouvernance locale
Dans le cadre du district de Rangitikei, le maire de Rangitikei (en) actuel, issu des élections de 2013 (en) est Andy Watson (en).
La zone forme une partie du ward du nord du conseil du district de Rangitikei (en), qui élit trois des onze conseillers du district.
Les trois conseillers du ward de Taihape sont Richard Aslett, Angus Gordon et Ruth Rainey.
Le maire et les conseillers devront être réélus lors de l’élection locale d’octobre 2016 (en).

### Pour le gouvernement central
Le secteur est une partie de l'électorat général de Nouvelle-Zélande (en) pour l'électoral général de Rangitīkei (en) et dans l’électorat Māori de Te Tai Hauāuru.
Rangitīkei est un siège sécurisé du Parti National depuis les élections de 1938 (en) à l’exception des années 1978–1984, quand le siège fut tenu par Bruce Beetham (en) du parti du crédit social (en).
Depuis les élections de 2011, le siège est tenu par Ian McKelvie (en).
Te Tai Hauāuru est un siège plus disputé, ayant été tenu par trois partis différents depuis les élections de 1996, i.e. Nouvelle-Zélande d'abord, le Parti Māori et le parti travailliste ou Labour Party.
Depuis les élections générales de 2014, il est tenu par Adrian Rurawhe du parti travailliste.

## Transport

### Routes
Il n‘y a aucune route (highway) de la liste des state highways (en) qui passe dans le secteur.
La principale route passant dans la zone est la route allant de Taihape à Napier, aussi connue sous le sobriquet de Gentle Annie

### Le pont suspendu de Springvale
Le  pont suspendu historique de Springvale (en), en usage depuis 1925 et jusqu’en 1970, franchit la rivière Rangitīkei au niveau de Ngamahanga.
Il a été inscrit en Catégorie II comme site historique par Heritage New Zealand.